# نيكولا ميلينكوفيتش
نيكولا ميلينكوفيتش (بالصربية: Никола Миленковић)‏ مواليد 12 أكتوبر 1997 في بلغراد، صربيا والجبل الأسود، هو لاعب كرة قدم صربي يلعب مع فيورنتينا كمدافع. مثّل منتخب صربيا لكرة القدم. سبق له أن لعب في كأس العالم لكرة القدم مع منتخب بلاده.

## المسيرة الاحترافية

### أندية لعب لها
- نادي بارتيزان
- فيورنتينا

## روابط خارجية
- نيكولا ميلينكوفيتش على موقع الاتحاد الدولي (مؤرشف)  (الإنجليزية)
- نيكولا ميلينكوفيتش على موقع الاتحاد الأوربي (الإنجليزية)
- نيكولا ميلينكوفيتش على موقع إي إس بي إن إف سي (الإنجليزية)
- نيكولا ميلينكوفيتش على موقع قاعدة بيانات كرة القدم.إي يو (الإنجليزية)
- نيكولا ميلينكوفيتش على موقع ليكيب (الفرنسية)
- نيكولا ميلينكوفيتش على موقع ناشيونال فوتبول تيمز (الإنجليزية)
- نيكولا ميلينكوفيتش على موقع Soccerbase.com (لاعب) (الإنجليزية)
- نيكولا ميلينكوفيتش على موقع Soccerway.com (الإنجليزية)
- نيكولا ميلينكوفيتش على موقع عالم كرة القدم.نت (الإنجليزية)